# Віттнау (Ааргау)
Віттнау (нім. Wittnau AG) — громада  в Швейцарії в кантоні Ааргау, округ Лауфенбург.

## Географія
Громада розташована на відстані близько 75 км на північний схід від Берна, 12 км на північний захід від Аарау.
Віттнау має площу 11,3 км², з яких на 6,6% дозволяється будівництво (житлове та будівництво доріг), 39,3% використовуються в сільськогосподарських цілях, 53,8% зайнято лісами, 0,3% не є продуктивними (річки, льодовики або гори).

## Демографія
2019 року в громаді мешкало 1330 осіб (+15,2% порівняно з 2010 роком), іноземців було 9,8%. Густота населення становила 118 осіб/км².
За віковим діапазоном населення розподілялося таким чином: 19,8% — особи молодші 20 років, 64,2% — особи у віці 20—64 років, 16% — особи у віці 65 років та старші. Було 561 помешкань (у середньому 2,3 особи в помешканні).
Із загальної кількості 268 працюючих 39 було зайнятих в первинному секторі, 93 — в обробній промисловості, 136 — в галузі послуг.